# Ana Olivia Seripieri
Ana Olivia Seripieri (São Paulo, 12 de janeiro de 1989) é uma administradora e ex-atriz brasileira.

## Carreira
Estreou em 1995 com uma participação no curta-metragem, A Origem dos Bebês segundo Kiki Cavalcanti. Em 1997 obteve reconhecimento nacional ao interpretar a personagem Tati, uma das protagonistas da telenovela brasileira Chiquititas, do SBT, na qual permaneceu por quatro das cinco temporadas, deixando a trama no final de 1999. Foi por muito tempo a atriz mais nova do elenco. Morou na Argentina dos 8 aos 11 anos, para gravar a novela.
Após o fim da novela, se apresentou com a peça "Vida de Artista" por dois anos.
Em 2002, interpretou Mariana na novela Pequena Travessa', amiga da protagonista.
Atuou na peça "O Cravo e a Rosa", com o ex-colega Francisco Abreu.
Em 2007 esteve na pele da antagonista Maria em Amigas e Rivais.
Desde 2008 trabalha em administração, interessando em uma das maiores empresas de tecnologia do mundo, a IBM.
Em abril de 2017, se casou com Fábio Sgobe em Americana, no interior de São Paulo.

## Filmografia

### Televisão
| Ano     | Título              | Personagem            | Nota                             |
| ------- | ------------------- | --------------------- | -------------------------------- |
| 1995–96 | Programa Raul Gil   | Entrevistadora        | Quadro: As Crianças querem Saber |
| 1997–99 | Chiquititas         | Tatiane Cícero (Tati) | Temporadas 1-4                   |
| 2002    | Pequena Travessa    | Mariana               |                                  |
| 2007    | Amigas e Rivais     | Maria                 |                                  |
| 2024    | Geração Chiquititas | Ela mesma             |                                  |

### Cinema
| Ano  | Título                                     | Personagem | Nota           |
| ---- | ------------------------------------------ | ---------- | -------------- |
| 1995 | A Origem dos Bebês Segundo Kiki Cavalcanti | Aluna      | Curta-metragem |

### Teatro
| Ano  | Título                                 | Personagem |
| ---- | -------------------------------------- | ---------- |
| 1998 | Chiquitour - 98 (Chiquititas - O Show) | Tati       |
| 1999 | Chiquitour - 99 (Chiquititas - O Show) | Tati       |